# Einar Ambt
Einar Ambt (født 22. marts 1877 i København, død 21. december 1928 sammesteds) var en dansk arkitekt, der ofte samarbejdede med Axel Preisler.
Ambts forældre var viceinspektør ved Københavns Brolægnings- og Vejvæsen, senere stadsingeniør i København og generaldirektør for Statsbanerne Georg Christian Charles Ambt og Thekla Emilie Eleonora Mathilde Johnsen.
Han tog præliminæreksamen 1893, blev murersvend 1896 og gennemgik samtidig teknisk skole. Dernæst blev Ambt optaget på Kunstakademiet 1896, hvorfra han tog afgang som arkitekt 1904. Han tegnede ca. 6 år hos Gotfred Tvede, blev ved faderens mellemkomst ansat 1904-12 som konduktør hos Heinrich Wenck på arbejdet med Københavns Hovedbanegård og havde fra 1912 selvstændig virksomhed i København, til dels i en årrække sammen med Axel Preisler.
1908-10 var han medlem af Akademisk Arkitektforenings bestyrelse og Architektens redaktion, og fra 1915 var han bygningssagkyndigt medlem af bestyrelsen for Kreditkassen for Husejere i Kjøbenhavn.
Han blev gift 2. april 1909 i København med Josephine Johanne Marie Hansen, f. 23. juli 1878 i København, datter af smedemester Jens H. og Andrea Frederikke Koefoed. Ambt er begravet på Vestre Kirkegård i København.
Ambts rejser gik til Tyskland, Schweiz, Italien, Finland, England, Frankrig og Holland.
Han deltog i Landsudstillingen i Århus 1909 og i Charlottenborg Forårsudstilling 1918, 1921-22 og 1927 (med 6 arbejder). Sammen med Preisler modtog han Diplom d'Honneur, Gent 1921.

## Værker
Alene:
- Udvidelse af baghuset, Gammel Kongevej 39, Frederiksberg (1905)
- Senere nybygning sammesteds for smedemester Oluf Schæbel (1913)
- Villa i Hasseris, Aalborg (1907)
- Nykøbing Vandtårn i Nykøbing Falster (1908)
- Lægebolig, Skt. Pedersvej 3, Hellerup (1910, nedrevet)
- Godsinspektørbolig ved Krogerup (1915)
- Garvesyrefabrik, Oliemøllegade, København (1915)
- Villa, Lindevej 12, Frederiksberg for smedemester Oluf Schæbel (1915)
- Sommerhuse, Nødebohuse, Hald (1916)
- Landsted for Magnus Christensen, Nødebohuse, Hald (1919)
- Karréerne Genforeningspladsen 41-51 og 42-52, København (1924)
- Hjørnebygning Bryggervangen/Vennemindevej 23-27, København (1925, præmieret)
- Bananmodningsmagasin ved Godsbanegården, Struergade (1923 og 1928)
- Bananmodningsrum for A.W. Kirkebye, Havnen, Århus (1927-28)
- Kreditkassen for Husejere i Kjøbenhavn, Rådhuspladsen 59 (1928, fuldført 1929 af Gunnar Juul Brask)

Sammen med Axel Preisler:
- Pavillon i Voigts Minde ved Fåborg (efter konkurrence 1911)
- Privatbanestationer: Nr. Nebel-Tarm, Varde-Grindsted, Ryomgård- Gjerrild og Hundested-Frederiksværk jernbaner (fra 1911)
- Falkoner Allé 44-46/Skt. Nicolaivej 2, Frederiksberg (1913-14, præmieret)
- Strandboulevarden 77A-81, Østerbro (1914, præmieret)
- Nakskov Havnebygning (1915)
- Villa, Gammel Vartov Vej 2, Ryvangen (1915, totalt ombygget)
- Villa, Borgebakken, nu Lyngby-Taarbæk Kommunes plejehjem, Brede (1915-16)
- Villa Strandgården, Richelieus Allé 16, Hellerup (1915-16, præmieret)
- Lille Bernstorff, Jægersborg Allé, Charlottenlund (1916-17, præmieret)
- Ombygning af Store Kongensgade 31 (1916 og senere)
- Sommerbolig for civilingeniør Philip Gram, Skodsborg Strandvej 81, Skodsborg (1917)
- Villa, Bernstorfflund Allé 2, Hellerup (1917, præmieret)
- Villa, Richelieus Allé 14, Hellerup (1917, præmieret)
- Villa, Sofievej 15, Hellerup (1917-18)
- Villa, Tesdorfsvej 40-44, Frederiksberg (1917-18)
- Hovedbygning, Endrupgård ved Fredensborg (1918)
- Villa, Hambros Allé 30, Hellerup (1919)
- Ejendommene Guldbergsgade 72-82, Sjællandsgade, Fensmarksgade og Tibirkegade (1921)
- Villa, Rosbæksvej 22, Ryvangen (1922)
- Villaen Stubben i Gilleleje for fabrikejer Ferslew (1922)

Sammen med Christian Mandrup-Poulsen:
- AKB-karréen Østerbrogade 95/Urbansgade/Borgmester Jensens Allé/Jacob Erlandsens Gade, Østerbro, København (1928-29)

## Konkurrencer
- Bispebjerg Krematorium (1905, sammen med Valdemar Sander, 3. præmie)
- Bebyggelse af Islands Brygge (1907, sammen med Axel Preisler, 2. præmie)
- Banegårdsterrænet i København (1910, revideret forslag til projektet 1911)
- Skovpavillon ved Voigts Minde, Fåborg (1911, sammen med Axel Preisler, 1. præmie)
- Haveboligbebyggelse ved Klovtofte, Tåstrup, for Arbejdernes Andels Boligforening (1920, sammen med Axel Preisler, kun et par prøvehuse opført)